# Amt Lieberose/Oberspreewald
Im Amt Lieberose/Oberspreewald (niedersorbisch Amt Luboraz/Górne Błota) im Landkreis Dahme-Spreewald des Landes Brandenburg sind acht Gemeinden zur Erledigung ihrer Verwaltungsgeschäfte zusammengeschlossen. Amtssitz ist die Gemeinde Straupitz (Spreewald). Das Amt entstand 2003 aus dem Zusammenschluss der Ämter Lieberose und Oberspreewald.

## Geographische Lage

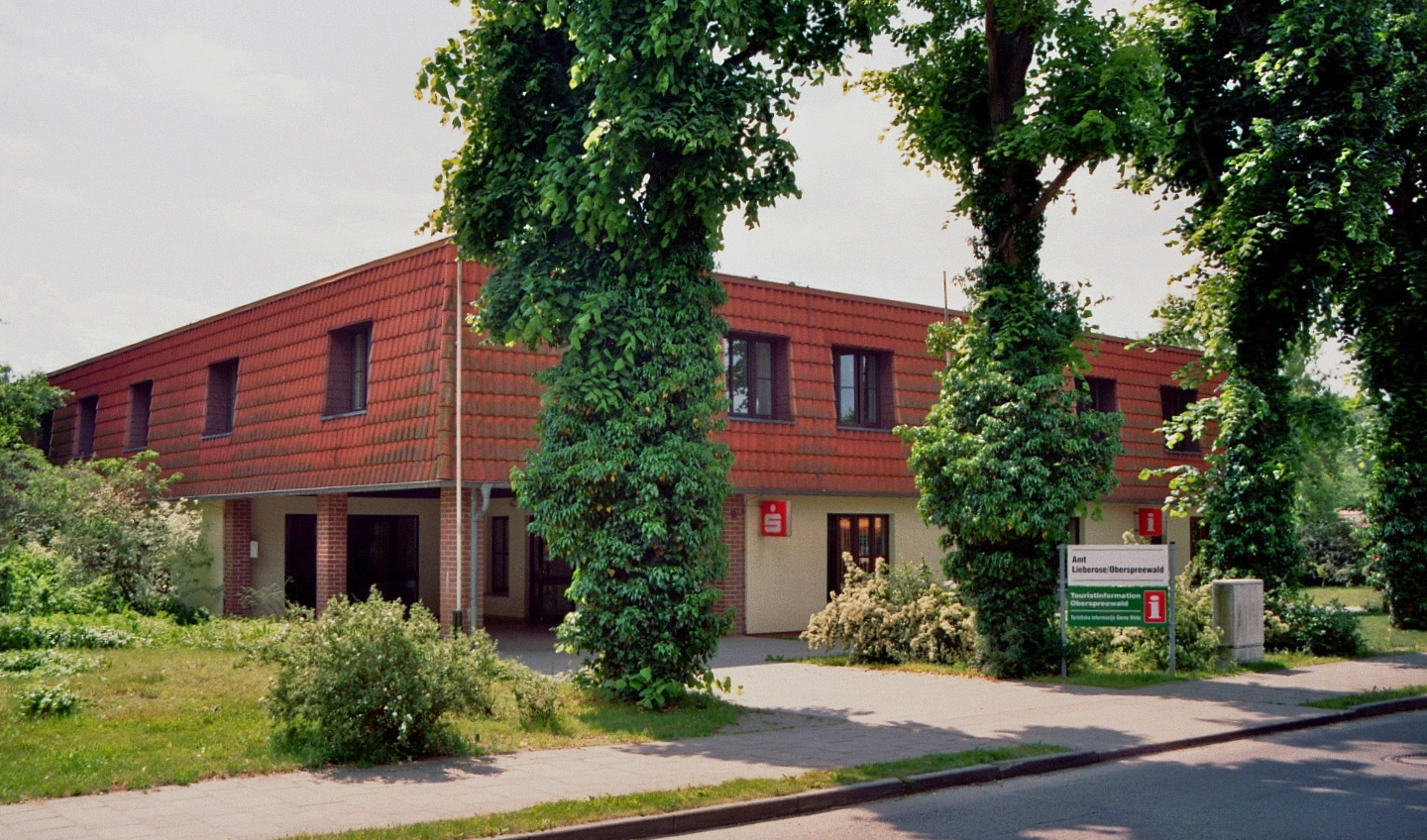
Verwaltungssitz in Straupitz

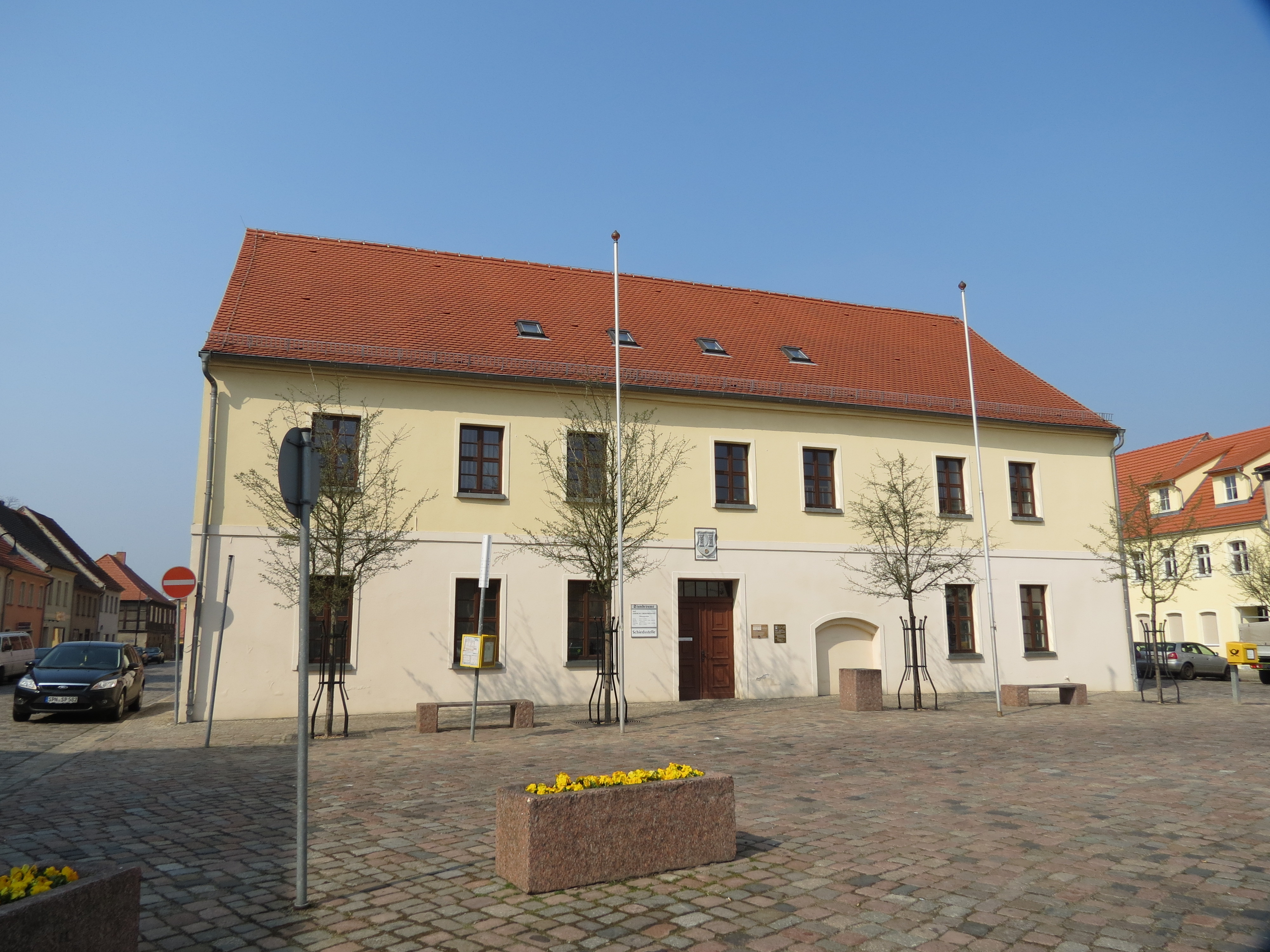
Zweigstelle der Verwaltung am Markt in Lieberose

Das Amt liegt im Osten des Landkreises Dahme-Spreewald und grenzt im Norden an die amtsfreien Gemeinden Tauche und Friedland (Landkreis Oder-Spree), im Osten und Südosten an die amtsfreie Gemeinde Schenkendöbern, im Süden an die Ämter Peitz und Burg (Spreewald) (alle Landkreis Spree-Neiße), im Südwesten an die amtsfreie Stadt Lübbenau (Landkreis Oberspreewald-Lausitz) und im Westen an die amtsfreie Stadt Lübben (Spreewald) sowie die amtsfreie Gemeinde Märkische Heide.

## Gemeinden und Ortsteile
Das Amt wird nach seiner Hauptsatzung von acht Gemeinden gebildet:
- Alt Zauche-Wußwerk, niedersorbisch Stara Niwa-Wózwjerch, mit den Ortsteilen Alt Zauche (Stara Niwa) und Wußwerk (Wozwjerch)
- Byhleguhre-Byhlen, niedersorbisch Běła Gora-Bělin, mit den Ortsteilen Byhleguhre (Běła Gora) und Byhlen (Bělin)
- Jamlitz mit den Ortsteilen Leeskow (Łazk) und Ullersdorf (Ullerojce)
- Lieberose (Stadt) mit den Ortsteilen Blasdorf (Brjazka), Doberburg (Dobrośice), Goschen (Chošćišća) und Trebitz (Trjebac)
- Neu Zauche, niedersorbisch Nowa Niwa, mit den Ortsteilen Briesensee (Brjazyna nad jazorom) und Caminchen (Kamjenki)
- Schwielochsee, niedersorbisch Gójacki Jazor, mit den Ortsteilen Goyatz (Gojac), Jessern (Jaserń), Lamsfeld-Groß Liebitz (Njagluz-Wjelike Libice) (Gemeindeteile Groß Liebitz und Lamsfeld), Mochow (Mochow), Ressen-Zaue (Rjasne-Cowje) (Gemeindeteile Ressen und Zaue) und Speichrow (Spěcharjow)
- Spreewaldheide, niedersorbisch Błośańska Góla, mit den Ortsteilen Butzen (Bucyn), Laasow (Łaz), Sacrow (Zakrjow) und Waldow (Waldow)
- Straupitz (Spreewald), niedersorbisch Tšupc (Błota)

## Geschichte
Das Amt Lieberose/Oberspreewald entstand bei der Gemeindereform in Brandenburg am 26. Oktober 2003 durch die Fusion der 1992 gebildeten Ämter Lieberose und Oberspreewald, nachdem dort die Einwohnerzahl jeweils unter die für ein Fortbestehen erforderliche 5000-Einwohner-Grenze gefallen war. Das frühere Amt Lieberose hatte zuletzt noch drei Gemeinden, das Amt Oberspreewald noch fünf Gemeinden. Die letzten Gemeindezusammenschlüsse wurden erst zeitgleich mit der Fusion der beiden Ämter rechtswirksam.
Die Gemeinden Byhleguhre-Byhlen, Neu Zauche, Spreewaldheide und Straupitz (Spreewald) sind offiziell zweisprachig.

## Bevölkerungsentwicklung
| Jahr | Einwohner |
| ---- | --------- |
| 2003 | 8 483     |
| 2005 | 8 270     |
| 2010 | 7 746     |
| 2015 | 7 245     |
| 2020 | 7 067     |

| Jahr | Einwohner |
| ---- | --------- |
| 2021 | 6 993     |
| 2022 | 7 008     |
| 2023 | 6 938     |
| 2024 | 6 897     |

Gebietsstand des jeweiligen Jahres, Einwohnerzahl: Stand 31. Dezember, von 2011 bis 2021 auf Basis des Zensus 2011, ab 2022 auf Basis des Zensus 2022

## Amtsdirektor
- 2004–2024: Bernd Boschan[8]
- seit 2024: Lars Grunow

Grunow wurde am 8. Oktober 2024 durch den Amtsausschuss für acht Jahre zum Amtsdirektor gewählt, nachdem sein Vorgänger Bernd Boschan vor dem regulären Ende seiner Amtszeit in den Ruhestand gegangen war.